# Lista kodeksów minuskułowych Nowego Testamentu (1001–2000)
Kodeks minuskułowy Nowego Testamentu jest kopią partii tekstu Nowego Testamentu pisany jest małą, grecką kursywą, która wyewoluowała z uncjały. Materiałem rękopiśmiennym najpierw był pergamin, później papier (po roku 1190). Do chwili obecnej INTF skatalogował 2911 minuskułów.
Tekst kodeksów minuskułowych zazwyczaj wyposażony jest w ułatwiający czytanie aparat, jak Sekcje Ammoniusza, Kanony Euzebiusza, κεφαλαια, τιτλοι, noty liturgiczne, etc. Niektóre zawierają komentarze (katena) oraz szereg dodatkowych materiałów, jak Prolegomena do czterech Ewangelii, Epistula ad Carpianum, Lista cudów Jezusa, Lista ewangelicznych przypowieści (np. kodeks 536), Lista Siedemdziesięciu Apostołów, krótka biografia Apostołów, lub podsumowania podróży świętego Pawła (np. kodeks 468). Od IX wieku niektóre rękopisy posiadają w kolofonie informacje na temat daty jak i miejsca powstania poszczególnych ksiąg NT. Niektóre rękopisy podają w kolofonie imię skryby i oraz datę sporządzenia rękopisu.

## Minuskuły 1001–1500
| #           | Data   | Zawiera                        | Instytucja                           | Miejsce             | Kraj    |
| ----------- | ------ | ------------------------------ | ------------------------------------ | ------------------- | ------- |
| 1001        | XI     | Ewangelie                      | Klasztor Iwiron, 252 (33)            | Athos               | Grecja  |
| 1002        | XI     | Ewangelie                      | Klasztor Iwiron, 712 (51)            | Athos               | Grecja  |
| 1003        | XI     | Ewangelie                      | Klasztor Iwiron, 689 (52)            | Athos               | Grecja  |
| 1004        | XI     | Ewangelie                      | Klasztor Iwiron, 334 (53)            | Athos               | Grecja  |
| 1005        | XI     | Ewangelie                      | Klasztor Iwiron, 726 (55)            | Athos               | Grecja  |
| 1006        | XI     | Ewangelie                      | Klasztor Iwiron, 728 (56)            | Athos               | Grecja  |
| 1007        | XII    | Ewangelie                      | Klasztor Iwiron, 928 (59)            | Athos               | Grecja  |
| 1008        | XIII   | Ewangelie                      | Klasztor Iwiron, 945 (61)            | Athos               | Grecja  |
| 1009        | XIII   | Ewangelie                      | Klasztor Iwiron, 972 (63)            | Athos               | Grecja  |
| 1010        | XI     | Ewangelie                      | Klasztor Iwiron, 738 (66)            | Athos               | Grecja  |
| 1011        | 1263   | Ewangelie                      | Klasztor Iwiron, 992 (67)            | Athos               | Grecja  |
| 1012        | XI     | Ewangelie                      | Klasztor Iwiron, 1063 (68)           | Athos               | Grecja  |
| 1013        | XI/XII | Ewangelie                      | Klasztor Iwiron, 1033 (69)           | Athos               | Grecja  |
| 1014        | XI     | Ewangelie                      | Klasztor Iwiron, 1032 (72)           | Athos               | Grecja  |
| 1015        | XIII   | Ewangelie                      | Klasztor Iwiron, 1390 (75)           | Athos               | Grecja  |
| 1016 + 1150 | XIII   | Łukasz 1:1-10:42               | Klasztor Iwiron, 222 (371), 409 fol. | Athos               | Grecja  |
| 1017        | 1433   | Ewangelie                      | Klasztor Iwiron, 843 (548)           | Athos               | Grecja  |
| 1018        | XV     | Ewangelie                      | Klasztor Iwiron, 272 (549)           | Athos               | Grecja  |
| 1019        | XVI    | Ewangelie                      | Klasztor Iwiron, 229 (550)           | Athos               | Grecja  |
| 1020        | XIV    | Ewangelie                      | Klasztor Iwiron, 112 (562)           | Athos               | Grecja  |
| 1021        | XIII   | Ewangelie                      | Klasztor Iwiron, 178 (599)           | Athos               | Grecja  |
| 1022        | XIV    | Dzieje, Paweł                  | Walters Art Gallery, Ms. W. 533      | Baltimore, Maryland | USA     |
| 1023        | 1338   | Ewangelie                      | Klasztor Iwiron, 1267 (608)          | Athos               | Grecja  |
| 1024        | XV     | Ewangelie                      | Klasztor Iwiron, 1071 (610)          | Athos               | Grecja  |
| 1025        | XIV    | Ewangelie                      | Klasztor Iwiron, 207 (636)           | Athos               | Grecja  |
| 1026        | XV     | Ewangelie                      | Klasztor Iwiron, 978 (641)           | Athos               | Grecja  |
| 1027        | 1492   | Mateusz-Łukasz                 | Klasztor Iwiron, 453 (647)           | Athos               | Grecja  |
| 1028        | XI     | Mateusz                        | Klasztor Iwiron, 2173 (665)          | Athos               | Grecja  |
| 1029        | XIV    | Ewangelie                      | Klasztor Iwiron, 999 (671)           | Athos               | Grecja  |
| 1030        | 1518   | Ewangelie                      | Klasztor Iwiron, 342 (809)           | Athos               | Grecja  |
| 1031        | XIII   | Łukasz-Jan                     | Klasztor Iwiron, 890 (719)           | Athos               | Grecja  |
| 1032        | XIV    | Ewangelie †                    | Klasztor Karakalu, 19 (37)           | Athos               | Grecja  |
| 1033        | XIV    | Ewangelie                      | Klasztor Karakalu, 20 (35)           | Athos               | Grecja  |
| 1034        | XIII   | Ewangelie                      | Klasztor Karakalu, 31 (43)           | Athos               | Grecja  |
| 1035        | XIII   | Ewangelie                      | Klasztor Karakalu, 34 (46)           | Athos               | Grecja  |
| 1036        | XIV    | Ewangelie                      | Klasztor Karakalu, 35 (45)           | Athos               | Grecja  |
| 1037        | XIV    | Ewangelie                      | Klasztor Karakalu, 36 (48)           | Athos               | Grecja  |
| 1038        | XIV    | Ewangelie                      | Klasztor Karakalu, 37 (49)           | Athos               | Grecja  |
| 1039        | XIV    | Ewangelie                      | Klasztor Karakalu, 111 (271)         | Athos               | Grecja  |
| 1040        | XIV    | Nowy Testament (prócz Apok.) † | Klasztor Karakalu, 121 (268)         | Athos               | Grecja  |
| 1041        | 1293   | Ewangelie                      | Klasztor Karakalu, 128 (31)          | Athos               | Grecja  |
| 1042        | XIV    | Ewangelie †                    | Klasztor Karakalu, 198 (260)         | Athos               | Grecja  |
| 1043        | XIV    | Mateusz, Jan                   | Klasztor Kastamonitu, 1              | Athos               | Grecja  |
| 1044        | XVII   | Ewangelie                      | Klasztor Kastamonitu, 61             | Athos               | Grecja  |
| 1045        | XI     | Ewangelie                      | Klasztor Kastamonitu, 105            | Athos               | Grecja  |
| 1046        | XII    | Ewangelie                      | Klasztor Kutlumus, 67                | Athos               | Grecja  |
| 1047        | XIII   | Ewangelie †                    | Klasztor Kutlumus, 68                | Athos               | Grecja  |
| 1048        | XIII   | Ewangelie                      | Klasztor Kutlumus, 69                | Athos               | Grecja  |
| 1049        | XI     | Ewangelie                      | Klasztor Kutlumus, 70                | Athos               | Grecja  |
| 1050        | 1268   | Ewangelie                      | Klasztor Kutlumus, 71                | Athos               | Grecja  |
| 1051        | XII    | Ewangelie                      | Klasztor Kutlumus, 72                | Athos               | Grecja  |
| 1052        | XIII   | Ewangelie                      | Klasztor Kutlumus, 73                | Athos               | Grecja  |
| 1053        | XIII   | Ewangelie                      | Klasztor Kutlumus, 74                | Athos               | Grecja  |
| 1054        | XI     | Ewangelie                      | Klasztor Kutlumus, 75                | Athos               | Grecja  |
| 1055        | X      | Ewangelie                      | Klasztor Kutlumus, 76                | Athos               | Grecja  |
| 1056        | XI     | Ewangelie                      | Klasztor Kutlumus, 77                | Athos               | Grecja  |
| 1057        | XIII   | Ewangelie                      | Klasztor Kutlumus, 78                | Athos               | Grecja  |
| 1058        | XII    | Ewangelie                      | Klasztor Kutlumus, 90a               | Athos               | Grecja  |
| 1059        | XV     | Ewangelie                      | Klasztor Kutlumus, 278               | Athos               | Grecja  |
| 1060        | XV     | Ewangelie                      | Klasztor Kutlumus, 281               | Athos               | Grecja  |
| 1061        | 1362   | Ewangelie                      | Klasztor Kutlumus, 283               | Athos               | Grecja  |
| 1062        | XIV    | Ewangelie                      | Klasztor Kutlumus, 284               | Athos               | Grecja  |
| 1063        | XVII   | Ewangelie                      | Klasztor Kutlumus, 285               | Athos               | Grecja  |
| 1064        | XVIII  | Ewangelie                      | Klasztor Kutlumus, 286               | Athos               | Grecja  |
| 1065        | XVI    | Ewangelie                      | Klasztor Kutlumus, 287               | Athos               | Grecja  |
| 1066        | X      | Ewangelie                      | Klasztor Kutlumus, 288               | Athos               | Grecja  |
| 1067        | XIV    | Ewangelie                      | Klasztor Kutlumus, 289               | Athos               | Grecja  |
| 1068        | XVII   | Ewangelie                      | Klasztor Kutlumus, 290               | Athos               | Grecja  |
| 1069        | XIII   | Ewangelie                      | Klasztor Kutlumus, 291               | Athos               | Grecja  |
| 1070        | XIII   | Ewangelie                      | Klasztor Kutlumus, 293               | Athos               | Grecja  |
| 1071        | XII    | Ewangelie                      | Wielka Ławra A' 104                  | Athos               | Grecja  |
| 1072        | XIII   | Nowy Testament                 | Wielka Ławra G' 80                   | Athos               | Grecja  |
| 1073        | X/XI   | Ewangelie, Dzieje Apostolskie  | Wielka Ławra A' 51                   | Athos               | Grecja  |
| 1074        | XI     | Ewangelie                      | Wielka Ławra A' 1                    | Athos               | Grecja  |
| 1075        | XIV    | Nowy Testament                 | Wielka Ławra L' 195                  | Athos               | Grecja  |
| 1076        | X      | Ewangelie                      | Wielka Ławra A' 12                   | Athos               | Grecja  |
| 1077        | X      | Ewangelie                      | Wielka Ławra A' 11                   | Athos               | Grecja  |
| 1078        | X      | Ewangelie                      | Wielka Ławra A' 16                   | Athos               | Grecja  |
| 1079        | X      | Ewangelie                      | Wielka Ławra A' 23                   | Athos               | Grecja  |
| 1080        | IX     | Ewangelie                      | Wielka Ławra A' 15                   | Athos               | Grecja  |
| 1081        | XII    | Ewangelie                      | Klasztor Kseropotamu 103             | Athos               | Grecja  |
| 1082        | XIV    | Ewangelie                      | Klasztor Kseropotamu 105             | Athos               | Grecja  |
| 1083        | XIII   | Ewangelie                      | Klasztor Kseropotamu 107             | Athos               | Grecja  |
| 1084        | XIV    | Ewangelie                      | Klasztor Kseropotamu 108             | Athos               | Grecja  |
| 1085        | XIII   | Ewangelie                      | Klasztor Kseropotamu 115             | Athos               | Grecja  |
| 1086        | 17th   | Ewangelie                      | Klasztor Kseropotamu 123             | Athos               | Grecja  |
| 1087        | 13th   | Ewangelie                      | Klasztor Kseropotamu 200             | Athos               | Grecja  |
| 1088        | 16th   | Ewangelie                      | Klasztor Kseropotamu 205             | Athos               | Grecja  |
| 1089        | 14th   | Ewangelie                      | Klasztor Kseropotamu 221             | Athos               | Grecja  |
| 1090        | XI     | Ewangelie                      | Klasztor Kseropotamu 396             | Athos               | Grecja  |
| 1091        | XII    | Ewangelie                      | Pantelejmon 25                       | Athos               | Grecja  |
| 1092        | XIV    | Ewangelie                      | Pantelejmon 26                       | Athos               | Grecja  |
| 1093        | 1302   | Ewangelie                      | Pantelejmon 28                       | Athos               | Grecja  |
| 1094        | XIII   | Nowy Testament †               | Pantelejmon 29                       | Athos               | Grecja  |
| 1095        | XIV    | Ewangelie                      | Klasztor św. Pawła, 4                | Athos               | Grecja  |
| 1096        | XIII   | Ewangelie                      | Klasztor św. Pawła, 5                | Athos               | Grecja  |
| 1097        | XII    | Ewangelie †                    | Karies, 41                           | Athos               | Grecja  |
| 1098        | XIII   | Łukasz, Jan †                  | Klasztor Kastamonitu, 106            | Athos               | Grecja  |
| 1099        | XIV    | Dzieje, Listy                  | Klasztor św. Dionizego, 68           | Athos               | Grecja  |
| 1100        | 1376   | Dzieje †, Listy †              | Klasztor św. Dionizego, 75           | Athos               | Grecja  |
| 1101        | 1660   | Dzieje †, Listy †              | Klasztor św. Dionizego, 382          | Athos               | Grecja  |
| 1102        | XIV    | Dzieje, Listy                  | Klasztor Dochiariu, 38               | Athos               | Grecja  |
| 1103        | XIII   | Dzieje, Listy                  | Klasztor Dochiariu, 48               | Athos               | Grecja  |
| 1104        | 1702   | Dzieje, Listy                  | Klasztor Dochiariu, 136              | Athos               | Grecja  |
| 1105        | XV     | Dzieje, Listy                  | Klasztor Dochiariu, 139              | Athos               | Grecja  |
| 1106        | XIV    | Dzieje, Listy                  | Klasztor Dochiariu, 147              | Athos               | Grecja  |
| 1107        | XIII   | Dzieje, Listy                  | Klasztor Esfigmenu, 63               | Athos               | Grecja  |
| 1108        | XIII   | Dzieje, Listy                  | Klasztor Esfigmenu, 64               | Athos               | Grecja  |
| 1109        | XIV    | Dzieje, Listy                  | Klasztor Esfigmenu, 65               | Athos               | Grecja  |
| 1110        | X      | Ewangelie                      | Klasztor Stawronikita, 43            | Athos               | Grecja  |
| 1143        | X      | Ewangelie                      | Archiwum Państwowe, Br. 2            | Tirana              | Albania |

## Minuskuły 1501–2000
| #           | Data | Zawiera                            | Instytucja                            | Miejsce    | Kraj   |
| ----------- | ---- | ---------------------------------- | ------------------------------------- | ---------- | ------ |
| 1501        | XIII | Nowy Testament (prócz Apok.)       | Wielka Ławra, Λ' 79                   | Athos      | Grecja |
| 1502        | XIII | Ewangelie                          | Wielka Ławra, Λ' 87                   | Athos      | Grecja |
| 1503        | 1317 | Nowy Testament                     | Wielka Ławra, Λ' 99                   | Athos      | Grecja |
| 1504        | XIV  | Ewangelia Łukasza, Ewangelia Jana  | Wielka Ławra, Λ' 109                  | Athos      | Grecja |
| 1505        | XII  | Nowy Testament (prócz Apok.)       | Wielka Ławra, B' 26                   | Athos      | Grecja |
| 1506        | 1320 | Ewangelie, Rzymian, 1 Kor 1,1-4,15 | Wielka Ławra, B' 89                   | Athos      | Grecja |
| 1507        | X    | Ewangelie †                        | Wielka Ławra, B' 113                  | Athos      | Grecja |
| 1508        | XV   | Ewangelie, Dzieje, Paweł †         | Wielka Ławra, Γ' 30                   | Athos      | Grecja |
| 1509        | XIII | Ewangelie, Dzieje, Paweł †         | Wielka Ławra, B' 53                   | Athos      | Grecja |
| 1510        | XI   | Ewangelie †                        | Wielka Ławra, Γ' 48                   | Athos      | Grecja |
| 1511        | XIII | Ewangelie                          | Wielka Ławra, Γ' 49                   | Athos      | Grecja |
| 1512        | XIV  | Ewangelie †                        | Wielka Ławra, Γ' 50                   | Athos      | Grecja |
| 1513        | XI   | Ewangelie †                        | Wielka Ławra, Γ' 53                   | Athos      | Grecja |
| 1514        | XI   | Ewangelie                          | Wielka Ławra, Γ' 54                   | Athos      | Grecja |
| 1515        | XIII | Ewangelie †                        | Wielka Ławra, Γ' 55                   | Athos      | Grecja |
| 1516        | XIV  | Mateusz, Jan                       | Wielka Ławra, Γ' 56                   | Athos      | Grecja |
| 1517        | XI   | Ewangelie †                        | Wielka Ławra, Γ' 58                   | Athos      | Grecja |
| 1518 = 1896 |      |                                    |                                       |            |        |
| 1519        | XI   | Ewangelie                          | Wielka Ławra, Γ' 100                  | Athos      | Grecja |
| 1520        | XI   | Łukasz, Jan                        | Wielka Ławra, Γ' 101                  | Athos      | Grecja |
| 1834        | 1301 | Dzieje, Paweł, L. powsz.           | Rosyjska Biblioteka Narodowa, Gr. 225 | Petersburg | Rosja  |

| #    | Data     | Zawiera                       | Instytucja                                         | Miejsce   | Kraj              |
| ---- | -------- | ----------------------------- | -------------------------------------------------- | --------- | ----------------- |
| 2125 | X        | Listy powszechne, Listy Pawła | Biblioteca Estense, A.V. 6.3. (G. 196), fol 52-311 | Mediolan  | Włochy            |
| 2427 | ok. 1300 | Ewangelia Marka               | University of Chicago, Ms. 972                     | Chicago   | Stany Zjednoczone |
| 2802 | XI       | Nowy Testament bez Apokalipsy | Klasztor Grigoriu, 158                             | Athos     | Grecja            |
| 2803 | XIV      | Nowy Testament bez Apokalipsy | Skit św. Demetriusza, 53                           | Athos     | Grecja            |
| 2804 | XIII     | Ewangelie                     | Chrysopodaritissis, 1                              | Patras    | Grecja            |
| 2805 | 1200     | Dzieje, Listy Pawła           | Studitu, 1                                         | Ateny     | Grecja            |
| 2806 | 1518     | Ewangelie                     | Dousikou, 5                                        | Trikala   | Grecja            |
| 2807 | VIII     | Listy Pawła                   | Serbska Biblioteka Narodowa, RS 657                | Belgrad   | Serbia            |
| 2808 | 1300     | Ewangelie                     | Biblioteka Narodowa, 1                             | Kalymnos  | Grecja            |
| 2809 | XIV      | Ewangelie                     | Biblioteka Narodowa, 2                             | Kalymnos  | Grecja            |
| 2810 | 1514     | Ewangelie                     | Moni Tatarnis, 2                                   | Tripotama | Grecja            |
| 2811 | 900      | Ewangelie                     | Boston University School of Theology               | Boston    | Stany Zjednoczone |